# Астрономічний музей Тайбея
Астрономічний музей Тайбея (кит. трад.: 臺北市立天文科學教育館; піньїнь: Táiběishìlì Tiānwén Kēxué Jiàoyùguǎn) — науково-освітній музей у столиці  Китайської Республіки (Тайваню),  Тайбеї, район Шилінь. Музей відкрито 7 листопада 1996 року. Він знаходиться біля станції Шилін метро Тайбея. Музей керує Тайбейською міською обсерваторією.

## Експозиція
Музей розділений на наступні виставкові зони:
- стародавня астрономія;
- небесна сфера і сузір'я;
- космологія;
- космічні технології;
- обсерваторія;
- Земля;
- галактики;
- сонячна система.

У музеї також є купольний театр.

## В культурі
- Астероїд 300300 TAM[it], відкритий астрономами Хунг-Чін Лінем і Є Цюань-Жі в 2007 році, був названий на честь Астрономічного музею Тайбея (TAM — скорочення від Taipei Astronomical Museum).

## Ресурси
- Історія